# Liste der Bodendenkmale in Alt Zauche-Wußwerk
Die Liste der Bodendenkmale in Alt Zauche-Wußwerk enthält alle Bodendenkmale der brandenburgischen Gemeinde Alt Zauche-Wußwerk und ihrer Ortsteile. Grundlage ist die Veröffentlichung der Landesdenkmalliste mit dem Stand vom 31. Dezember 2020.  Die Baudenkmale sind in der Liste der Baudenkmale in Alt Zauche-Wußwerk aufgeführt.
|   | Gemarkung         | Flur | Kurzansprache                                    | Bodendenkmalnummer | Bemerkung | Bild |
| - | ----------------- | ---- | ------------------------------------------------ | ------------------ | --------- | ---- |
| 1 | Alt Zauche (Lage) | 1, 2 | Gräberfeld Bronzezeit                            | 10000              |           |      |
| 2 | Alt Zauche (Lage) | 4    | Siedlung Bronzezeit                              | 10001              |           |      |
| 3 | Alt Zauche (Lage) | 2    | Dorfkern deutsches Mittelalter, Dorfkern Neuzeit | 10002              |           |      |
| 4 | Alt Zauche (Lage) | 10   | Mühle Neuzeit                                    | 13191              |           |      |